# Planeta Calleja
Planeta Calleja es un programa de televisión de España que se emite en la cadena española Cuatro. El programa se estrenó el 14 de abril de 2014 y es presentado por Jesús Calleja.

## Formato
Planeta Calleja, es un formato de aventuras de Jesús Calleja que junto a famosos aventureros recorren la geografía mundial, con toda su fauna y flora y los peligros que conlleva.
El capítulo 42 fue emitido en simulcast en Cuatro (1 021 000 y 7,4%) y Telecinco (1 107 000 y 8,0%). Los capítulos 51,57 y 58 fueron emitidos por Telecinco.

## Audiencias y destinos
| Temporada | Temporada | Episodios | Estreno                 | Final                   |
| --------- | --------- | --------- | ----------------------- | ----------------------- |
|           | 1         | 4         | 14 de abril de 2014     | 4 de mayo de 2014       |
|           | 2         | 6         | 28 de diciembre de 2014 | 1 de febrero de 2015    |
|           | 3         | 8         | 18 de octubre de 2015   | 13 de diciembre de 2015 |
|           | 4         | 11        | 23 de abril de 2017     | 2 de julio de 2017      |
|           | 5         | 7         | 25 de febrero de 2018   | 22 de abril de 2018     |
|           | 6         | 5         | 11 de noviembre de 2018 | 9 de diciembre de 2018  |
|           | 7         | 11        | 8 de enero de 2020      | 30 de noviembre de 2020 |
|           | 8         | 6         | 9 de mayo de 2021       | 5 de diciembre de 2021  |
|           | 9         | 6         | 10 de enero de 2022     | 14 de febrero de 2022   |
|           | 10        | 5         | 20 de abril de 2022     | 18 de mayo de 2022      |
|           | 11        | 6         | 8 de febrero de 2023    | 15 de marzo de 2023     |
|           | 12        | 7         | 15 de enero de 2024     | 26 de febrero de 2024   |
| Total     | Total     | 82        |                         |                         |

### 1.ª Temporada (2014)
| Programa | Invitado/s                     | Destino              | Día de emisión      | Audiencia        |
| -------- | ------------------------------ | -------------------- | ------------------- | ---------------- |
| 1x01 (1) | José Coronado Nicolás Coronado | Nepal                | 13 de abril de 2014 | 1 090 000 (6,1%) |
| 1x02 (2) | José Mota                      | Círculo polar ártico | 20 de abril de 2014 | 1 183 000 (6,9%) |
| 1x03 (3) | Marc Márquez                   | España               | 27 de abril de 2014 | 1 353 000 (7,4%) |
| 1x04 (4) | Santi Millán (I)               | Italia               | 4 de mayo de 2014   | 947 000 (5,5%)   |

### 2.ª Temporada (2014/2015)
| Programa  | Invitado/s       | Destino   | Día de emisión          | Audiencia        |
| --------- | ---------------- | --------- | ----------------------- | ---------------- |
| 2x01 (5)  | Pedro Sánchez    | España    | 28 de diciembre de 2014 | 1 728 000 (8,7%) |
| 2x02 (6)  | Dani Rovira      | Tailandia | 4 de enero de 2015      | 1 526 000 (8,1%) |
| 2x03 (7)  | Santiago Segura  | Indonesia | 11 de enero de 2015     | 1 533 000 (7,4%) |
| 2x04 (8)  | Eva Hache        | Alaska    | 18 de enero de 2015     | 1 947 000 (8,8%) |
| 2x05 (9)  | David Muñoz      | Perú      | 25 de enero de 2015     | 1 892 000 (8,7%) |
| 2x06 (10) | David Bisbal (I) | Nepal     | 1 de febrero de 2015    | 1 940 000 (9,2%) |

### 3.ª Temporada (2015)
| Programa  | Invitado/s                 | Destino    | Día de emisión          | Audiencia        |
| --------- | -------------------------- | ---------- | ----------------------- | ---------------- |
| 3x01 (11) | David Bustamante           | Noruega    | 18 de octubre de 2015   | 1 332 000 (6,6%) |
| 3x02 (12) | Álex González              | Madagascar | 25 de octubre de 2015   | 1 561 000 (7,8%) |
| 3x03 (13) | Albert Rivera              | España     | 8 de noviembre de 2015  | 1 090 000 (5,5%) |
| 3x04 (14) | Fernando Tejero            | Etiopía    | 15 de noviembre de 2015 | 1 308 000 (6,4%) |
| 3x05 (15) | Andrés Velencoso           | Vietnam    | 22 de noviembre de 2015 | 1 257 000 (6,0%) |
| 3x06 (16) | Soraya Sáenz de Santamaría | España     | 29 de noviembre de 2015 | 1 601 000 (7,6%) |
| 3x07 (17) | David Bisbal (II)          | Nepal      | 6 de diciembre de 2015  | 1 365 000 (7,6%) |
| 3x08 (18) | Edurne                     | Tanzania   | 13 de diciembre de 2015 | 1 292 000 (6,5%) |

### 4.ª Temporada (2017)
| Programa  | Invitado/s                  | Destino            | Día de emisión      | Audiencia         |
| --------- | --------------------------- | ------------------ | ------------------- | ----------------- |
| 4x01 (19) | Jorge Javier Vázquez        | Polinesia Francesa | 23 de abril de 2017 | 1 364 000 (8,1%)  |
| 4x02 (20) | Carles Francino             | Cabo Verde         | 30 de abril de 2017 | 989 000 (6,1%)    |
| 4x03 (21) | Antonio Orozco              | Georgia            | 7 de mayo de 2017   | 1 593 000 (9,0%)  |
| 4x04 (22) | Risto Mejide Laura Escanes  | Sudáfrica          | 14 de mayo de 2017  | 1 586 000 (8,9%)  |
| 4x05 (23) | Clara Lago                  | Marruecos          | 21 de mayo de 2017  | 1 270 000 (6,7%)  |
| 4x06 (24) | Fernando Alonso             | España             | 28 de mayo de 2017  | 1 784 000 (10,4%) |
| 4x07 (25) | Elsa Pataky Chris Hemsworth | China              | 4 de junio de 2017  | 1 703 000 (9,6%)  |
| 4x08 (26) | Cayetano Rivera             | Argentina          | 11 de junio de 2017 | 1 169 000 (6,9%)  |
| 4x09 (27) | Mercedes Milá               | Noruega            | 18 de junio de 2017 | 1 227 000 (8,1%)  |
| 4x10 (28) | Mireia Belmonte             | Japón              | 25 de junio de 2017 | 1 221 000 (7,7%)  |
| 4x11 (29) | Blanca Suárez               | Jordania           | 2 de julio de 2017  | 1 387 000 (9,6%)  |

### 5.ª Temporada (2018)
| Programa  | Invitado/s                       | Destino           | Día de emisión        | Audiencia         |
| --------- | -------------------------------- | ----------------- | --------------------- | ----------------- |
| 5x01 (30) | Paz Padilla                      | Benín             | 25 de febrero de 2018 | 2 588 000 (13,2%) |
| 5x02 (31) | Miguel Ángel Muñoz               | Bolivia           | 4 de marzo de 2018    | 2 269 000 (11,2%) |
| 5x03 (32) | Lara Álvarez                     | México            | 11 de marzo de 2018   | 2 389 000 (11,9%) |
| 5x04 (33) | Bertín Osborne                   | España            | 18 de marzo de 2018   | 1 964 000 (10,2%) |
| 5x05 (34) | India Martínez                   | Nepal             | 8 de abril de 2018    | 1 808 000 (9,4%)  |
| 5x06 (35) | Belén Rueda                      | Guinea Ecuatorial | 15 de abril de 2018   | 1 878 000 (9,5%)  |
| 5x07 (36) | Edurne Pasaban Juanito Oiarzabal | España            | 22 de abril de 2018   | 1 466 000 (7,8%)  |

### 6.ª Temporada (2018)
| Programa  | Invitado/s                   | Destino    | Día de emisión          | Audiencia        |
| --------- | ---------------------------- | ---------- | ----------------------- | ---------------- |
| 6x01 (37) | Andrés Iniesta               | Japón      | 11 de noviembre de 2018 | 1 501 000 (8,0%) |
| 6x02 (38) | Ágatha Ruiz de la Prada      | Costa Rica | 18 de noviembre de 2018 | 1 400 000 (7,3%) |
| 6x03 (39) | Eugenia Martínez de Irujo    | Dinamarca  | 25 de noviembre de 2018 | 1 436 000 (7,5%) |
| 6x04 (40) | Blanca Portillo              | India      | 2 de diciembre de 2018  | 1 087 000 (5,7%) |
| 6x05 (41) | Javier Ambrossi Javier Calvo | India      | 9 de diciembre de 2018  | 1 219 000 (6,4%) |

### 7.ª Temporada (2020)
| Programa  | Invitado/s                                     | Destino        | Día de emisión          | Audiencia         |
| --------- | ---------------------------------------------- | -------------- | ----------------------- | ----------------- |
| 7x01 (42) | Ana Botín                                      | Groenlandia    | 8 de enero de 2020      | 2 677 000 (19,3%) |
| 7x02 (43) | Sandra Barneda                                 | Malasia        | 15 de enero de 2020     | 1 244 000 (8,8%)  |
| 7x03 (44) | Jorge Cadaval César Cadaval                    | Turquía        | 22 de enero de 2020     | 1 109 000 (8,8%)  |
| 7x04 (45) | Asier Etxeandia                                | Camerún        | 29 de enero de 2020     | 742 000 (6,1%)    |
| 7x05 (46) | Lorenzo Caprile                                | España         | 5 de febrero de 2020    | 1 132 000 (8,2%)  |
| 7x06 (47) | José Andrés                                    | Puerto Rico    | 19 de febrero de 2020   | 1 023 000 (7,4%)  |
| 7x07 (48) | Malena Alterio                                 | Italia         | 26 de febrero de 2020   | 902 000 (6,5%)    |
| 7x08 (49) | Sergio Boixo                                   | Estados Unidos | 11 de marzo de 2020     | 742 000 (5,4%)    |
| 7x09 (50) | Pablo Chiapella                                | México         | 18 de marzo de 2020     | 1 303 000 (7,8%)  |
| 7x10 (51) | Fernando Simón                                 | España         | 2 de octubre de 2020    | 2 579 000 (17,2%) |
| 7x11 (52) | Juan García Arriaza (Especial vacuna COVID-19) | España         | 30 de noviembre de 2020 | 1 229 000 (9,6%)  |

### 8.ª Temporada (2021)
| Programa  | Invitado/s                         | Destino               | Día de emisión          | Audiencia         |
| --------- | ---------------------------------- | --------------------- | ----------------------- | ----------------- |
| 8x01 (53) | Miguel Ángel Revilla               | España                | 9 de mayo de 2021       | 1 334 000 (7,8%)  |
| 8x02 (54) | Paula Echevarría Miguel Torres     | Kenia                 | 16 de mayo de 2021      | 1 281 000 (7,8%)  |
| 8x03 (55) | Willy Bárcenas                     | Islandia              | 23 de mayo de 2021      | 1 225 000 (7,8%)  |
| 8x04 (56) | Maribel Verdú                      | Santo Tomé y Príncipe | 30 de mayo de 2021      | 1 233 000 (8,2%)  |
| 8x05 (57) | Saúl Craviotto (Especial La Palma) | España                | 28 de noviembre de 2021 | 1 993 000 (13,0%) |
| 8x06 (58) | Kiko Rivera                        | Nepal                 | 5 de diciembre de 2021  | 1 955 000 (14,4%) |

### 9.ª Temporada (2022)
| Programa  | Invitado/s        | Destino    | Día de emisión        | Audiencia        |
| --------- | ----------------- | ---------- | --------------------- | ---------------- |
| 9x01 (59) | Pablo Alborán     | Uganda     | 10 de enero de 2022   | 1 129 000 (8,9%) |
| 9x02 (60) | Santi Millán (II) | Etiopía    | 17 de enero de 2022   | 945 000 (8,4%)   |
| 9x03 (61) | Omar Montes       | Laponia    | 24 de enero de 2022   | 1 053 000 (9,1%) |
| 9x04 (62) | Amaia Salamanca   | Kirguistán | 31 de enero de 2022   | 975 000 (8,2%)   |
| 9x05 (63) | Ángel León        | Dubái      | 6 de febrero de 2022  | 912 000 (8,7%)   |
| 9x06 (64) | Antonio Resines   | Costa Rica | 14 de febrero de 2022 | 1 013 000 (9,7%) |

### 10.ª Temporada (2022)
| Programa   | Invitado/s                      | Destino  | Día de emisión      | Audiencia        |
| ---------- | ------------------------------- | -------- | ------------------- | ---------------- |
| 10x01 (65) | Silvia Abril Toni Acosta        | Maldivas | 20 de abril de 2022 | 1 024 000 (9,2%) |
| 10x02 (66) | Ara Malikian Nata Moreno        | Armenia  | 27 de abril de 2023 | 857 000 (8,2%)   |
| 10x03 (67) | Rossy de Palma                  | Ruanda   | 4 de mayo de 2022   | 662 000 (5,5%)   |
| 10x04 (68) | Lolita Flores Guillermo Furiase | Madeira  | 11 de mayo de 2022  | 711 000 (6,8%)   |
| 10x05 (69) | Joaquín Prat                    | Azores   | 18 de mayo de 2022  | 602 000 (5,9%)   |

### 11.ª Temporada (2023)
| Programa   | Invitado/s     | Destino   | Día de emisión        | Audiencia         |
| ---------- | -------------- | --------- | --------------------- | ----------------- |
| 11x01 (70) | Jordi Cruz     | Grecia    | 8 de febrero de 2023  | 1 007 000 (10,4%) |
| 11x02 (71) | Dulceida       | Israel    | 15 de febrero de 2023 | 789 000 (7,7%)    |
| 11x03 (72) | Palomo Spain   | Finlandia | 22 de febrero de 2023 | 809 000 (8,4%)    |
| 11x04 (73) | Pedro Piqueras | España    | 1 de marzo de 2023    | 850 000 (9,1%)    |
| 11x05 (74) | Laura Londoño  | Colombia  | 8 de marzo de 2023    | 889 000 (9,3%)    |
| 11x06 (75) | Ana Mena       | Tailandia | 15 de marzo de 2023   | 740 000 (7,6%)    |

### 12.ª Temporada (2024)
| Programa   | Invitado/s                         | Destino                 | Día de emisión        | Audiencia       |
| ---------- | ---------------------------------- | ----------------------- | --------------------- | --------------- |
| 12x01 (76) | Jennifer Hermoso                   | Islandia                | 15 de enero de 2024   | 857 000 (9,2%)  |
| 12x02 (77) | Carlos Sobera Patricia Santamarina | Montenegro              | 22 de enero de 2024   | 961 000 (10,1%) |
| 12x03 (78) | Pepe Rodríguez                     | Italia                  | 29 de enero de 2024   | 782 000 (8,1%)  |
| 12x04 (79) | María Pombo Marta Pombo            | Argentina Chile         | 5 de febrero de 2024  | 731 000 (8,0%)  |
| 12x05 (80) | Álvaro Rico                        | Sri Lanka               | 12 de febrero de 2024 | 653 000 (7,0%)  |
| 12x06 (81) | Felix Gómez Inés Hernand           | Especial Misión a Marte | 19 de febrero de 2024 | 471 000 (5,0%)  |
| 12x07 (82) | Felix Gómez Inés Hernand           | Especial Misión a Marte | 26 de febrero de 2024 | 359 000 (3,9%)  |

## Audiencia media

### Planeta Calleja: Temporadas
| Temporada                        | Programas | Fecha       | Cadena(s) | Clasificación | Audiencia         |
| -------------------------------- | --------- | ----------- | --------- | ------------- | ----------------- |
| Planeta Calleja (1.ª Temporada)  | 4         | 2014        |           |               | 1 143 000 (6,5%)  |
| Planeta Calleja (2.ª Temporada)  | 6         | 2014 / 2015 |           |               | 1 761 000 (8,5%)  |
| Planeta Calleja (3.ª Temporada)  | 8         | 2015        |           |               | 1 351 000 (6,8%)  |
| Planeta Calleja (4.ª Temporada)  | 11        | 2017        |           |               | 1 390 000 (8,3%)  |
| Planeta Calleja (5.ª Temporada)  | 7         | 2018        |           |               | 2 052 000 (10,5%) |
| Planeta Calleja (6.ª Temporada)  | 5         | 2018        |           |               | 1 329 000 (7,0%)  |
| Planeta Calleja (7.ª Temporada)  | 11        | 2020        |           |               | 1 335 000 (9,6%)  |
| Planeta Calleja (8.ª Temporada)  | 6         | 2021        |           |               | 1 504 000 (9,8%)  |
| Planeta Calleja (9.ª Temporada)  | 6         | 2022        |           |               | 1 005 000 (8,8%)  |
| Planeta Calleja (10.ª Temporada) | 5         | 2022        |           |               | 771 000 (7,1%)    |
| Planeta Calleja (11.ª Temporada) | 6         | 2023        |           |               | 847 000 (8,8%)    |
| Planeta Calleja (12.ª Temporada) | 7         | 2024        |           |               | 688 000 (7,3%)    |